# Francesco Venezia
Francesco Venezia (Lauro, 28 settembre 1944) è un architetto italiano.

## Biografia
Nato e cresciuto a Lauro, in provincia di Avellino, si laurea in Architettura nel 1970 presso l'Università di Napoli e svolge attività di ricerca presso l'Istituto di Progettazione Architettonica della Facoltà di Architettura dell'Università Federico II di Napoli. Nel 1971 inizia l'attività professionale aprendo un proprio studio di progettazione a Napoli.
Partecipa insieme a molti altri artisti ed architetti di fama internazionale al progetto di ricostruzione di Gibellina distrutta nel 1968 dal terremoto del Belice, progettando il museo di Gibellina, che racchiude frammenti dell'antico Palazzo Di Lorenzo.
Dal 1974 collabora con a+u Architecture and Urbanism di Tokyo.
Divenuto docente ordinario di composizione architettonica nel 1986, insegna alla Facoltà di Architettura di Genova, all'Istituto Universitario di Architettura di Venezia, alla Sommerakademie di Berlino, al Politecnico Federale di Losanna, all'Università Harvard e all'Accademia di Architettura di Mendrisio.
Tra le sue opere più importanti: Piazza Marginale-Lancelotti a Lauro (1974-1976), Palazzo Di Lorenzo a Gibellina (1981-1987), Piccolo giardino a Gibellina (1984-1987), Biblioteca Universitaria e Polo Universitario Giuridico ed Economico ad Amiens (1993-1997), Laboratorio prove materiali dello IUAV a Mestre (1995-2002), Allestimento della mostra "Gli Etruschi" a Palazzo Grassi, Venezia (2000).
Particolarmente noti i suoi interventi di allestimento di mostre e musei.
Nel 1987 viene incaricato dalla Triennale di Milano di rappresentare Napoli per la mostra "Le città immaginate. Un viaggio in Italia. Nove progetti per nove città" e coordina, insieme a Paolo Di Caterina, un rilievo critico del sottosuolo partenopeo
Il suo pensiero e i suoi lavori sono descritti in numerose pubblicazioni quali: La Torre d'Ombre o l'architettura delle apparenze reali (1978); Scritti brevi (1990); Francesco Venezia: le idee e le occasioni (2006).
Nel 2015 gli viene conferita la medaglia d'oro alla carriera dalla triennale di Milano 
Nel 2019 riceve il Premio Piranesi Prix de Rome alla Carriera.